# Marc Lomazzi
 (décembre 2011).
Si vous disposez d'ouvrages ou d'articles de référence ou si vous connaissez des sites web de qualité traitant du thème abordé ici, merci de compléter l'article en donnant les références utiles à sa vérifiabilité et en les liant à la section « Notes et références ».
Marc Lomazzi, né le 17 mai 1962 à Strasbourg, est un journaliste français. Marié et père de deux enfants, il est lauréat du prix du journalisme Stéphane Frantz di Rippel pour son enquête Ultra Ecologicus publié en 2022 chez Flammarion. En 2023, il a publié chez Albin Michel "France 2050, le scénario noir du climat". 
Marc Lomazzi a été journaliste, grand reporter puis rédacteur en chef adjoint du quotidien Le Parisien-Aujourd'hui en France entre 2006 et 2021 et chroniqueur sur France Inter de 2016 à 2021. Auparavant, il a été journaliste entre 2000 et 2006 au quotidien La Tribune en charge des sujets transport et énergie.
Spécialisé dans les sujets liés à l'environnement et au mouvement écologiste, il intervient régulièrement sur  BFMTV et dans l'émission Cdansl'air sur France5. Il collabore également au magazine Écologie360

## Biographie

### Formation
Marc Lomazzi est diplômé de l'Executive Master « gestion des médias et du numérique » de Sciences-Po Paris (promotion 2012-2013) titulaire d'une maîtrise d'histoire contemporaine (Faculté des sciences historiques de l'Université de Strasbourg) et diplômé de l'Institut français de presse et des sciences de la communication (IFP - Université de Paris I Panthéon-Sorbonne).

### Carrière
Après avoir travaillé pour plusieurs titres de la presse spécialisée, dont La Vie du Rail, et collaboré aux Échos et au Monde, il rejoint La Tribune en 2001 pour suivre les secteurs des transports puis de l'énergie. En 2006, il intègre la rédaction du Parisien-Aujourd'hui en France. En 2008, il est nommé grand reporter, puis chef de service adjoint et enfin rédacteur en chef adjoint chargé du service économie et du supplément hebdomadaire Le Parisien Économie. Invité régulier de la revue de presse à 6 h 20 de la matinale de France Info animée par Gilbert Chevalier, il participe aussi régulièrement au grand rendez-vous Europe 1 - Le Parisien - I télé, le dimanche de 10 h à 11 h, avec Jean-Pierre Elkabbach et Michaël Darmon. Depuis le 27 août 2018, il était tous les lundis chroniqueur économique dans la matinale de France Inter avant de rejoindre jusqu'en janvier 2021 l'équipe des chroniqueurs de la matinale du 6-9 le week-end sur France Inter.
Auteurs de plusieurs livres parus chez Flammarion et Albin Michel sur les mouvements écologistes et le climat, il est invité régulièrement sur le plateau des émissions L"info s'éclaire sur France Info et Cdansl'air sur France 5

### Enseignement
Marc Lomazzi a enseigné au CFPJ (Centre de formation et de perfectionnement des journalistes) à des journalistes français et étrangers.

## Ouvrages
- France 2050. RCP8.5, le scénario noir du climat, Paris, Albin Michel, 2023, 283 p.  (ISBN 9782226478887)
- Ultra Ecologicus : les nouveaux croisés de l'écologie, Paris, Flammarion, coll. « Essais », 2022, 346 p. (ISBN 978-2-08-025665-2, lire en ligne).
- Comment la mafia du tabac nous manipule : des cadres repentis brisent l'omerta, Paris, Flammarion, coll. « Flammarion EnQuête », 2015, 299 p. (ISBN 978-2-08-135635-1, lire en ligne).